# トニー・サンチェス
ホルヘ・アンソニー・サンチェス（Jorge Anthony Sanchez, 1988年5月20日 - ）は、アメリカ合衆国・フロリダ州マイアミ出身のプロ野球選手（捕手）。右投右打。MLB・シンシナティ・レッズ傘下所属。

## 経歴

### プロ入りとパイレーツ時代
2009年のMLBドラフト1巡目（全体4位）でピッツバーグ・パイレーツに指名され、プロ入り。全体4位という指名順位は、ボストンカレッジからプロ入りした選手の中で歴代最高順位である。
2010年はA+級ブレイデントン・マローダーズでプレーし、3月8日の開幕戦でスタメンマスクをかぶった。
2012年11月にルール・ファイブ・ドラフト前に40人枠に入った。
2013年6月21日、メジャー初昇格。同月23日のロサンゼルス・エンゼルス・オブ・アナハイム戦で「8番・指名打者」でメジャーデビュー。ジョー・ブラントンからメジャー初安打となる二塁打を放った。この時のボールはライトのスコアボードに挟まってしまい、試合後にサンチェスに渡された。
2016年1月6日にネフタリ・フェリスの加入に伴ってDFAとなり、13日に自由契約となった。

### ブルージェイズ傘下時代
2016年2月19日にトロント・ブルージェイズとマイナー契約を結んだ。シーズンに入ると傘下のAAA級バッファロー・バイソンズでプレーしていたが、7月28日に自由契約となった。

### ジャイアンツ傘下時代
2016年8月3日にサンフランシスコ・ジャイアンツとマイナー契約を結び、傘下のAAA級サクラメント・リバーキャッツでプレー。9月27日にメジャー契約を結んでアクティブ・ロースター入りしたが、メジャーでの出番は無かった。オフの11月2日に40人枠を外れる形でAAA級サクラメントへ配属された後、7日にFAとなった。

### エンゼルス傘下時代
2016年12月1日にエンゼルスとマイナー契約を結んだ。2017年は開幕から8月末まで傘下のAAA級ソルトレイク・ビーズでプレーした。

### ブレーブス時代
2017年8月31日にブランドン・フィリップスとのトレードで、アトランタ・ブレーブスへ移籍した。9月12日に40人枠から外れる形でAAA級グウィネット・ブレーブスに降格した。9月24日に再びメジャー契約を結びアクティブ・ロースター入りした。10月23日に再び40人枠から外れてAAA級グウィネットに降格し、同日FAとなった。

### レッズ傘下時代
2018年2月25日にシンシナティ・レッズとマイナー契約を結んだ。

## 詳細成績

### 年度別打撃成績
| 年 度    | 球 団    | 試 合 | 打 席 | 打 数 | 得 点 | 安 打 | 二 塁 打 | 三 塁 打 | 本 塁 打 | 塁 打 | 打 点 | 盗 塁 | 盗 塁 死 | 犠 打 | 犠 飛 | 四 球 | 敬 遠 | 死 球 | 三 振 | 併 殺 打 | 打 率 | 出 塁 率 | 長 打 率 | O P S |
| -------- | -------- | ----- | ----- | ----- | ----- | ----- | -------- | -------- | -------- | ----- | ----- | ----- | -------- | ----- | ----- | ----- | ----- | ----- | ----- | -------- | ----- | -------- | -------- | ----- |
| 2013     | PIT      | 22    | 66    | 60    | 9     | 14    | 4        | 0        | 2        | 24    | 5     | 0     | 0        | 0     | 1     | 3     | 0     | 2     | 14    | 2        | .233  | .288     | .400     | .688  |
| MLB：1年 | MLB：1年 | 22    | 66    | 60    | 9     | 14    | 4        | 0        | 2        | 24    | 5     | 0     | 0        | 0     | 1     | 3     | 0     | 2     | 14    | 2        | .233  | .288     | .400     | .688  |

- 2013年度シーズン終了時

### 背番号
- 59（2013年）
- 26（2014年 - 2015年）
- 15（2017年）